# Vrbovka horská
Vrbovka horská (Epilobium montanum) je druh rostliny z čeledi pupalkovité (Onagraceae).

## Popis
Jedná se o vytrvalou rostlinu dosahující výšky nejčastěji 20–100 cm. Oddenky jsou poměrně krátké, po odkvětu se vytváří nezelené dužnaté turiony, které se později prodlužují a na světle zezelenají. Lodyha je většinou jen chudě větvená, krátce kadeřavě chlupatá. Listy jsou vstřícné (výjimečně ve 3 četných přeslenech), jen nejhořejší střídavé. Čepele jsou nejčastěji vejčité až vejčitě eliptické, trávozelené, asi 3–9 cm dlouhé a 1,5–4 cm široké, na každé straně s 10–40 zuby. Květy jsou uspořádány v květenstvích, vrcholových hroznech a vyrůstají z paždí listenu. Květy jsou čtyřčetné, kališní lístky jsou 4, nejčastěji 5–6 mm dlouhé. Korunní lístky jsou taky 4, jsou nejčastěji 7–12 mm dlouhé, na vrcholu hluboce vykrojené, růžové až načervenalé barvy, zřídka bělavé. Ve střední Evropě kvete nejčastěji v květnu až v září. Tyčinek je 8 ve 2 kruzích. Semeník se skládá ze 4 plodolistů, je spodní, čnělka je přímá, blizna je čtyřlaločná. Plodem je dlouhá tobolka, je přitisle pýřitá, v obrysu čárkovitého tvaru, čtyřhranná a čtyřpouzdrá, otvírá se 4 chlopněmi, obsahuje mnoho semen. Hypanthia, tobolky a někdy i květenství jsou žláznaté. Semena jsou cca 1–1,2 mm dlouhá, na vrcholu s chmýrem a osemení je hustě papilnaté. Počet chromozómů je 2n=36.

## Rozšíření ve světě
Vrbovka horská je rozšířena ve velké části Evropy, na sever až po severní Skandinávii, roste i ve Velké Británii a Irsku. Jen málo se vyskytuje jižně od Pyrenejí a v jižním Řecku. Na východ je rozšířena i v evropské části Ruska, na Kavkaze, lokality jsou i na jižní Sibiři a v Japonsku.

## Rozšíření v Česku
V ČR je to běžný druh rozšířený od nížin až do subalpínského stupně. Roste v jehličnatých, listnatých i smíšených lesích, křovinách i stinějších ruderalizovaných místech. Prefeuje vlhhčí až výsýchavé půdách bohatých na živiny.